# Osornophryne bufoniformis
Osornophryne bufoniformis là một loài cóc trong họ Bufonidae.
Nó được tìm thấy ở Colombia và Ecuador.
Các môi trường sống tự nhiên của chúng là các khu rừng vùng núi ẩm nhiệt đới hoặc cận nhiệt đới, vùng cây bụi nhiệt đới hoặc cận nhiệt đới vùng đất cao, và đồng cỏ ở cao nhiệt đới hoặc cận nhiệt đới. Loài này đang bị đe dọa do mất nơi sống.

## Hình ảnh

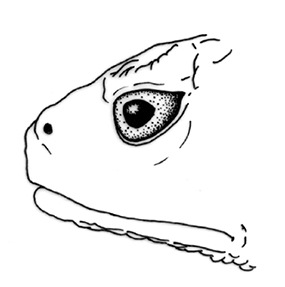